# Pseudophilotes praecocior
Pseudophilotes praecocior är en fjärilsart som beskrevs av Ruggero Verity 1919. Pseudophilotes praecocior ingår i släktet Pseudophilotes och familjen juvelvingar. Inga underarter finns listade.